# 黑足鲍
Module:Autotaxobox第170行Lua错误：attempt to index a nil value
黑足鲍（学名：Haliotis iris；英语：paua、blackfoot paua、rainbow abalone），也叫紐西蘭鮑螺，販售時常稱為黑金鮑，是鲍属的一种软体动物，原产于新西兰附近浅海海域，其甲壳长在80至170毫米之间。